# Pyronia kheili
Pyronia kheili är en fjärilsart som beskrevs av Ramon Agenjo Cecilia 1952. Pyronia kheili ingår i släktet Pyronia och familjen praktfjärilar. Inga underarter finns listade.